# Manuel Campo Vidal
Manuel Campo Vidal (Camporrells, Llitera, 1951) és un periodista i presentador de televisió. També va publicar amb el nom Manuel J. Camp fins a finals dels anys setanta del segle xx.

## Carrera professional i familiar
És llicenciat en Ciències de la Informació per la Universitat Autònoma de Barcelona (UAB) i és Enginyer Tècnic Industrial per la Universitat Politècnica de Catalunya (UPC). A més, va estudiar Sociologia a L'École des Hautes Études en Sciences Socials de París. És doctor en Sociologia (Economia Aplicada) per la Universitat Complutense de Madrid.
Les seves primeres relacions amb el periodisme professional van ser el 1972 amb el diari Tele/eXpres de Barcelona, del qual arribaria a ser sotsdirector.
El 1983 va assumir la subdirecció del Telediario 2 de TVE, convertint també en el seu presentador, primer en solitari i, entre 1985 i 1987 juntament amb Concha García Campoy. Paral·lelament, dirigia i presentava també l'informatiu Punt i a part, que pretenia apropar la notícia al teleespectador, des d'una perspectiva poc tradicional.
El 1987 s'incorporà a la Cadena SER de ràdio, on presenta i dirigeix l'espai Hora 25 fins al 1991.
El 1992, va fitxar per la cadena de televisió Antena 3, en un moment en què, després del canvi en el seu accionariat, es va procedir a renovar els seus informatius. D'aquesta manera, Manuel Campo va passar a presentar i dirigir l'informatiu diari Antena 3 Notícies, fins al 1993. Paral·lelament, va ocupar diversos càrrecs directius a la cadena. Va ser director d'antena el 1992; entre 1993 i 1994 va ser el responsable de la creació del Canal Internacional i de 1995 a 1997 va ser vicepresident d'Antena 3 TV. Durant aquesta etapa, concretament el 24 de maig de 1993 va ser el moderador del primer debat cara a cara de la història de la televisió entre els dos aspirants a la presidència del Govern d'Espanya, José María Aznar i Felipe González, arribant a assolir una audiència de 9,6 milions d'espectadors.
Casat, des del 24 de juliol de 1998 amb la periodista Maria Rey. Posteriorment va ser fundador i president d'Audiovisual Sport, societat gestora de drets de retransmissions esportives.
A partir de 2003 presenta el programa Generació XXI, emès primer per diversos canals (Canal Sur, ETB, Castella-La Manxa Televisió i Televisió de Canàries) i des de 2006 en la seva versió catalana per Barcelona TV i la Xarxa de Televisions Locals de Catalunya. El 2008, també a la televisió local Barcelona TV va presentar el programa El somni de Barcelona.
El 2006 va ser elegit president de l'Acadèmia de les Ciències i les Arts de Televisió d'Espanya substituint Ignacio Sales, amb la qual organitza i modera el 25 de febrer de 2008 el primer cara a cara electoral entre José Luis Rodríguez Zapatero i Mariano Rajoy.
És director general i conseller delegat de la productora Lua Multimedia, així com director de l'Institut de Comunicació Empresarial, centre dedicat a la formació de portaveus i alts directius en l'àmbit de la comunicació.
En 2011 va presentar el programa Los anuncios de tu vida, a Televisió Espanyola.
És l'impulsor de la Red de Periodistas Rurales que es va fundar al febrer de l'any 2019.

## Premis
Compta amb un Premi Ondas (el 1989), per la seva tasca al capdavant del programa Punt i a part, així com dos TP d'Or, corresponents a 1985 i 1986 com a Millor Presentador, coincidint amb el seu pas per Telediario.